# Rødbyhavn Sogn
Rødbyhavn Sogn 
ist eine Kirchspielsgemeinde (dän.: Sogn)
auf der Insel Lolland im südlichen Dänemark.
Bis 1970 gehörte sie zur Harde Fuglse Herred im damaligen Maribo Amt, danach zur Rødby Kommune im Storstrøms Amt, die im Zuge der  Kommunalreform zum 1. Januar 2007 in der Lolland Kommune in der Region Sjælland aufgegangen ist.
Im Kirchspiel leben 1653 Einwohner, davon 1549 im Kirchdorf Rødbyhavn (Stand: 1. Januar 2023).
Im Kirchspiel liegt die Kirche „Rødbyhavn Kirke“.
Nachbargemeinden sind im Norden Rødby Sogn, im Osten Tågerup Sogn und im Südosten Olstrup Sogn.